# 云贵水韭
云贵水韭（学名：Isoetes yunguiensis）为水韭科水韭属下的一个种。本种为中国特有濒危水生蕨类植物。生长在山沟溪流水中及流水的沼泽地。